# Холекальциферол
Колекальциферо́л (Холекальциферол[джерело?]) — форма вітаміну D, також відома як вітамін D3.
Латинська назва: Colecalciferol
Хімічна назва: (3бета,5Z,7E)-9,10-Секохолеста-5,7,10(19)-триєн-3-ол; 24-метил-9,10-секохолеста-5,7,10-триєн-3ß-ол
Брутто-формула: C27H44O
Код CAS: 67-97-0
Код ATC: A11CC05
Основна характеристика: Білий кристалічний порошок. Нерозчинний у воді, розчинний у спирті, ефірі, хлороформі, рослинних оліях. Малостійкий до дії світла, легко окислюється.
Фармакотерапевтична група: Група вітаміну D
Нозологічна класифікація (МКХ-10):
- E55.0 Рахіт активний
- E83.5 Порушення обміну кальцію
- M81.9 Остеопороз неуточнений
- M83.9 Остеомаляція у дорослих неуточнена
- M84.1 Незрощення перелому (псевдоартроз)
- R29.0 Тетанія